# Magdi Allam
Magdi Allam (àrab: مجدي علام, Majdī ʿAllām), d'ençà de la seva conversió al catolicisme Magdi Cristiano Allam, és un periodista italià nascut a Egipte el 22 d'abril de 1952, famós per les seves crítiques a l'islam i els seus articles sobre les relacions entre la cultura occidental i el món islàmic. Allam va convertir-se, oficialment, de l'islam al catolicisme durant la celebració de la Pasqua al Vaticà pel papa Benet XVI, qui va batejar-lo.

## Biografia

### Infantesa
Safeya, la mare d'Allam, era una devota musulmana, mentre que Muhammad, el pare, era completament laic i compartia l'opinió, majoritària entre els egipcis fins a principis dels anys setanta, que calia seguir el model d'Occident quant a llibertat individual, costums socials i modes artístiques. Quan tenia quatre anys, la seva mare va deixar-lo a càrrec de la germana Lavinia, de les Germanes Missioneres Combonianes, i després estudià l'ensenyament bàsic i el batxillerat en una escola catòlica d'Egipte, l'Institut de Don Bosco, on va entrar en contacte amb el món occidental.

### Primers anys a Egipte
La vida adolescent d'Allam a Egipte, que descriu com un país multicultural i tolerant on les noies duien minifaldilla i els nois es pentinaven seguint la moda dels Beatles, va torbar-se de sobte el 1967 quan, a l'edat de quinze anys, el Muhabarat, el servei secret, el detingué i l'interrogà, ja que sospitava que espiés per a Israel pel sol fet de sortir amb una noia jueva; durant aquell any, en què va tenir lloc la Guerra dels Sis Dies, a Egipte era habitual que els jueus fossin detinguts i enviats als camps de presoners d'Abu Za'abal i Tura. El trauma que li provocà aquest interrogatori l'acompanyà fins que la vigília de Nadal de 1972 marxà a Itàlia a continuar els seus estudis.

### Periodista a Itàlia
A Itàlia, Allam, que va llicenciar-se en sociologia a la universitat de La Sapienza (Roma), i, el 1986, va obtenir la nacionalitat italiana, començà a treballar al diari comunista Il Manifesto; després, va passar a col·laborar en el diari de centreesquerra La Repubblica, com a comentarista, principalment sobre temes relacionats amb la immigració extracomunitària a Itàlia, centrant-se en la d'origen magrebí, i donant suport a polítiques progressistes sobre immigració i sobre la compatibilitat entre l'Islam i els valors occidentals. El 2003, però, després d'un canvi radical dels seus punts de vista, va passar al diari milanès Il Corriere della Sera, més conservador, del qual n'esdevingué vice-director; avui dia, Allam és un dels més controvertits periodistes italians.

## Conversió
Allam ha declarat que ell mai no fou un musulmà practicant; així, mai no va pregar cinc vegades al dia ni va dejunar durant el mes del Ramadà, i si, el 1991, pelegrinà a la Meca fou per acompanyar-hi la seva devota mare. A la seva autobiografia Vincere la paura (Véncer la por), afirma que ell ja havia pensat a convertir-se el 1972 en emigrar a Itàlia per integrar-s'hi millor, però que va estimar-se més continuar com a musulmà no practicant.
El 23 de març del 2008, durant la litúrgia de la Vetlla Pasqual celebrada a la basílica de Sant Pere del Vaticà pel papa Benet XVI, Allam va oficialitzar la seva conversió al catolicisme en una cerimònia televisada de baptisme. En una carta adreçada al director del seu diari Paolo Mieli, on explicà els motius de la seva conversió, agraí a la seva mare haver-lo dut a una escola catòlica, i va explicar que ja de jove havia llegit la Bíblia i els Evangelis i havia quedat fascinat amb la figura humana i divina de Jesús; a més, va assenyalar el papa com la persona més influent en la seva conversió, la qual va qualificar d'experiència mística; com també va declarar-se partidari de fer proselitisme entre els musulmans.

## Opinions

### Període 1978-2003
Durant les seves èpoques a Il Manifesto i a La Repubblica, les seves col·laboracions eren majoritàriament reportatges i no pas articles d'opinió; per això, les seves opinions es coneixien a partir d'entrevistes que li feien a la ràdio o a la televisió; aleshores, es manifestava en sintonia amb el pensament progressista d'integrar els immigrants, especialment els magribins, a la societat italiana, i defensava els valors i la identitat cultural dels immigrants musulmans; a més, defensava que l'Islam era del tot compatible a la cultura i els valors occidentals, i, tal com va declarar-ho en una entrevista, segons ell, l'Islam, basat en una interpretació moderada, no contradeia pas els valors de la societat civil italiana ni de la Constitució d'Itàlia. Per altra banda, rebutjava la idea que els musulmans estiguessin envaint Itàlia assenyalant que, entre ells, els integristes només eren el 3 o el 4% com també que només hi havia sis-cents mil musulmans en un país de cinquanta-set milions d'habitants. A més, la immigració era necessària per compensar la baixa natalitat italiana.
Després dels Atemptats de l'11 de setembre de 2001 contra les Torres Bessones de Nova York, Allam va rebutjar la idea del xoc de civilitzacions pel que tenia de considerar l'Islam com un bloc monolític intrínsecament extremista amb una tendència natural cap a l'expansionisme.

### Canvi radical a partir del 2003
A partir de finals del 2002, Allam va fer un gir de cent vuitanta graus en les seves opinions sobre temes relacionats amb l'Islam i amb l'Orient Mitjà; així, esdevingué un ferm defensor d'Israel, argumentant en contra de la fórmula "pau per territoris", que ell mateix havia defensat durant vint-i-cinc anys, i condemnà sense reserves el terrorisme palestí; a més, va acusar Itàlia i Occident d'ignorar els perills d'una imminent islamització de la societat i d'un possible Jihad europeu. En aquesta evolució, esdevingué molt proper a Oriana Fallaci, i tots dos s'elogiaren mútuament en els seus articles. En aquest nou període, Allam ha provocat les ires dels musulmans -i també dels no musulmans- amb la seva denúncia del multiculturalisme bescantant allò que qualifica com a islamització de la societat.
Si en el període anterior, Allam s'havia manifestat favorable a la construcció de mesquites per satisfer les necessitats de la població musulmana, ara es mostrà partidari de prohibir-les per considerar-les per considerar que eren centres dedicats a fomentar l'odi. Per altra banda, es posicionà a favor de l'ús de la força per part d'Israel per aturar el programa nuclear iranià.
En la seva carta pública al director de Il Corriere della Sera justificant la seva conversió, Allam va manifestar que l'Islam és inseparable de l'extremisme islàmic, argumentant que molts dels que havien reivindicat un islam moderat denunciant l'extremisme islàmic i el terrorisme havien acabat sentenciats a mort en nom de l'Islam sobre la base de l'Alcorà

## Obres
- Viva Israele (Visca Israel), Mondadori, 2007, ISBN 9788804567776
- Io amo l'Italia. Ma gli italiani la amano? (Jo estimo Itàlia. Però l'estimen els italians?), Mondadori, 2006, ISBN 88-04-55655-2
- Vincere la paura: La mia vita contro il terrorismo islamico e l'incoscienza dell'Occidente (Véncer la por: la meva vida contra el terrorisme islàmic i la inconsciència d'Occident), Mondandori, 2005, ISBN 88-04-55605-6
- Kamikaze made in Europe. Riuscirà l'Occidente a sconfiggere i terroristi islamici? (Kamikaze made in Europe. Derrotarà Occident els terroristes islàmics?), Mondadori, 2004, ISBN
- Diario dall'Islam (Diari de l'Islam), Mondadori, 2002, ISBN 88-04-50478-1
- Bin Laden in Italia. Viaggio nell'Islam Radicale (Bin Laden a Itàlia. Viatge a l'Islam radical), Mondadori, 2002, ISBN 88-04-51416-7
- Jihad in Italia. Viaggio nell'Islam Radicale (Jihad a Itàlia. Viatge a l'Islam radical), Mondadori, 2002, ISBN 88-04-52421-9
- Saddam. Storia Segreta di un Dittatore (Saddam. Història secreta d'un dictador), Mondadori, 2002, ISBN 978-8804516330